# Nazionale femminile di roller derby del Cile
La nazionale di roller derby del Cile è la selezione maggiore femminile di roller derby, il cui nickname è Team Chile, che rappresenta il Cile nelle varie competizioni ufficiali o amichevoli riservate a squadre nazionali. Ha debuttato nel campionato mondiale di roller derby 2014 di Dallas, classificandosi ventiduesima.

## Risultati
Legenda: Grassetto: Risultato migliore, Corsivo: Mancate partecipazioni

## Dettaglio stagioni

### Tornei

#### Mondiali
| Stagione | regular season | regular season | regular season | regular season | regular season | regular season | playoff | playoff | playoff | playoff | playoff | playoff      | playoff    |
|          | Vin            | Par            | Per            | Tot            | PF             | PS             | Vin     | Per     | Tot     | PF      | PS      | risultato    | avversaria |
| -------- | -------------- | -------------- | -------------- | -------------- | -------------- | -------------- | ------- | ------- | ------- | ------- | ------- | ------------ | ---------- |
| 2014     | 1              | 0              | 2              | 3              | 435            | 453            | 0       | 1       | 1       | 166     | 330     | Ventiduesima | Germania   |
|          |                |                |                |                |                |                |         |         |         |         |         |              |            |
| Totale   | 1              | 0              | 2              | 3              | 435            | 453            | 0       | 1       | 1       | 166     | 330     |              |            |

### Riepilogo bout disputati
| Anno | Luogo       | Evento          | Fase del torneo      | Incontro                 | Risultato |
| 2014 | Dallas      | Mondiale        | Fase a gironi        | Giappone - Cile          | 53 - 296  |
| 2014 | Dallas      | Mondiale        | Fase a gironi        | Svezia - Cile            | 296 - 39  |
| 2014 | Dallas      | Mondiale        | Fase a gironi        | Indie Occidentali - Cile | 104 - 100 |
| 2014 | Dallas      | Mondiale        | Fase di consolazione | Cile - Germania          | 166 - 330 |
| 2015 | San Joaquín | Amichevole      |                      | Metro All-Stars - Cile   |           |
| 2015 | Barueri     | Latinoamericano |                      | Cile - Brasile           |           |
| 2015 | Barueri     | Latinoamericano |                      | Argentina - Cile         |           |

## Confronti con le altre Nazionali
Questi sono i saldi del Cile nei confronti delle Nazionali incontrate.

### Saldo positivo
| Nazionale | Giocate | Vinte | Pareggiate | Perse | PF  | PS | Ultima vittoria | Ultimo pari | Ultima sconfitta |
| --------- | ------- | ----- | ---------- | ----- | --- | -- | --------------- | ----------- | ---------------- |
| Giappone  | 1       | 1     | 0          | 0     | 296 | 53 | 2014            | -           | -                |

### Saldo negativo
| Nazionale         | Giocate | Vinte | Pareggiate | Perse | PF  | PS  | Ultima vittoria | Ultimo pari | Ultima sconfitta |
| ----------------- | ------- | ----- | ---------- | ----- | --- | --- | --------------- | ----------- | ---------------- |
| Svezia            | 1       | 0     | 0          | 1     | 39  | 296 | -               | -           | 2014             |
| Germania          | 1       | 0     | 0          | 1     | 166 | 330 | -               | -           | 2014             |
| Indie Occidentali | 1       | 0     | 0          | 1     | 100 | 104 | -               | -           | 2014             |